# Dudu Georgescu
Dudu Georgescu  (* 1. září 1950, Bukurešť) je bývalý rumunský fotbalista. Hrával na pozici útočníka.

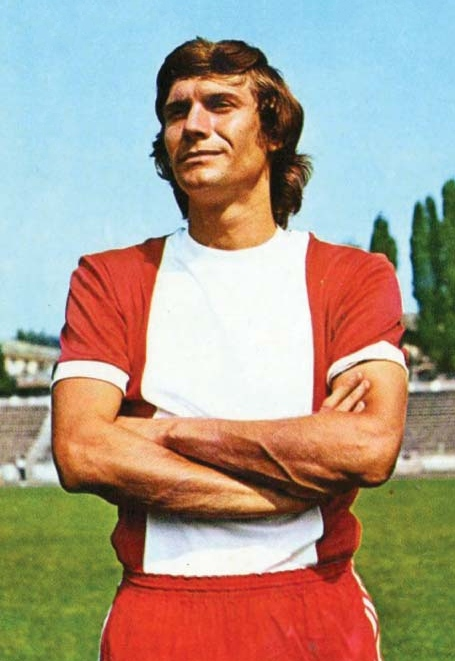
Dudu Georgescu v roce 1974

Byl výjimečným střelcem. Dvakrát vyhrál soutěž o nejlepšího střelce Evropy - Zlatá kopačka (1975, 1977).
Za rumunskou fotbalovou reprezentaci odehrál 40 utkání, v nichž vstřelil 21 branek.
S Dinamem Bukurešť se stal čtyřikrát mistrem Rumunska (1975, 1977, 1982, 1983) a jednou vyhrál rumunský pohár (1982). Sehrál za Dinamo 260 ligových utkání, v nichž vstřelil 207 gólů a je tak nejlepším ligovým střelcem v historii klubu. V rumunské lize celkem nastřílel 252 branek, což je rovněž rekord této soutěže. Čtyřikrát (a to čtyřikrát po sobě) si vysloužil titul nejlepšího střelce rumunské ligy (1975, 1976, 1977, 1978).
V roce 1976 byl vyhlášen nejlepším fotbalistou Rumunska. Roku 1975 se v anketě o nejlepšího fotbalistu Evropy Zlatý míč umístil na desátém místě, roku 1977 skončil ještě o stupínek výše, devátý.